# 哈格邁斯特島

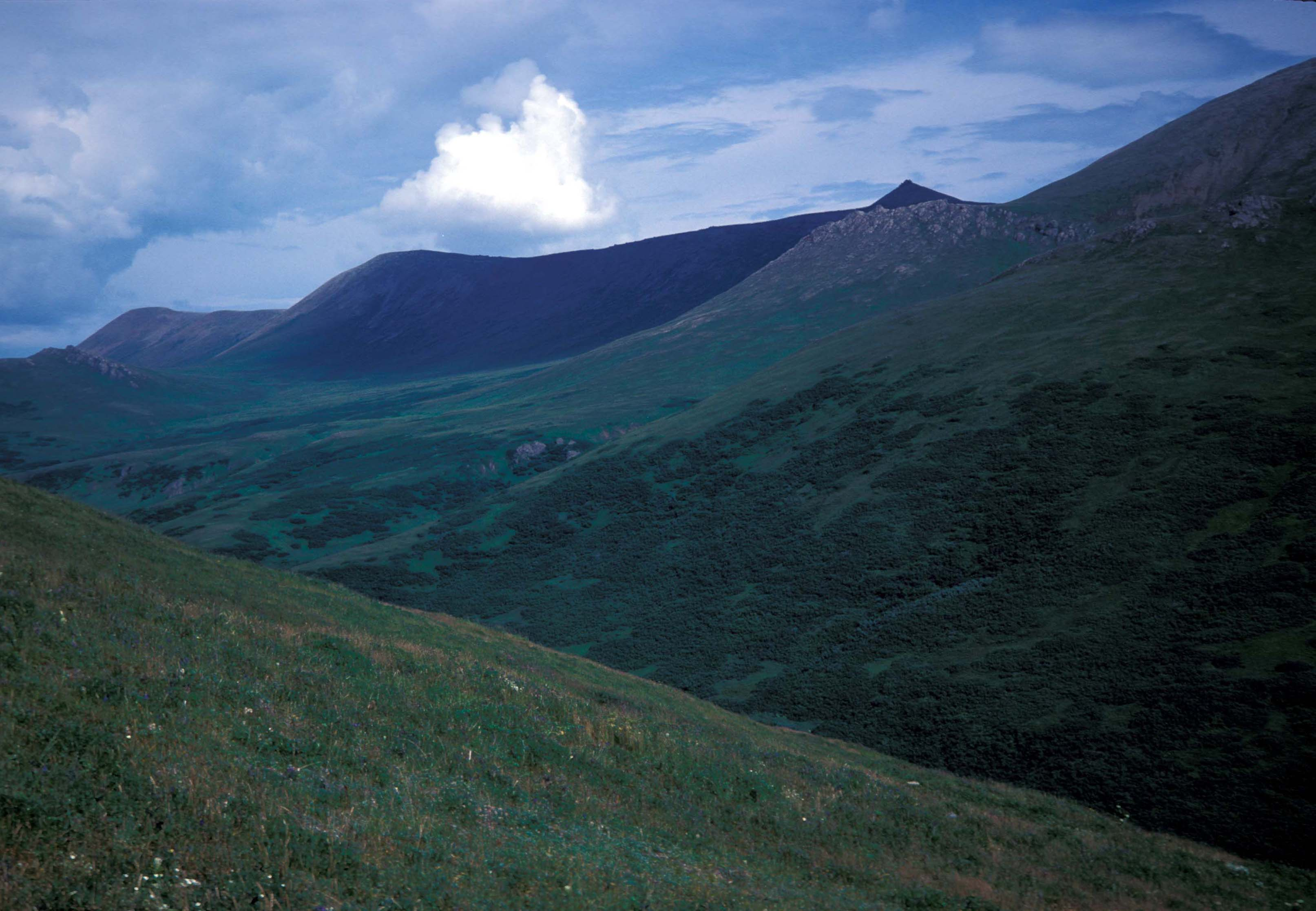

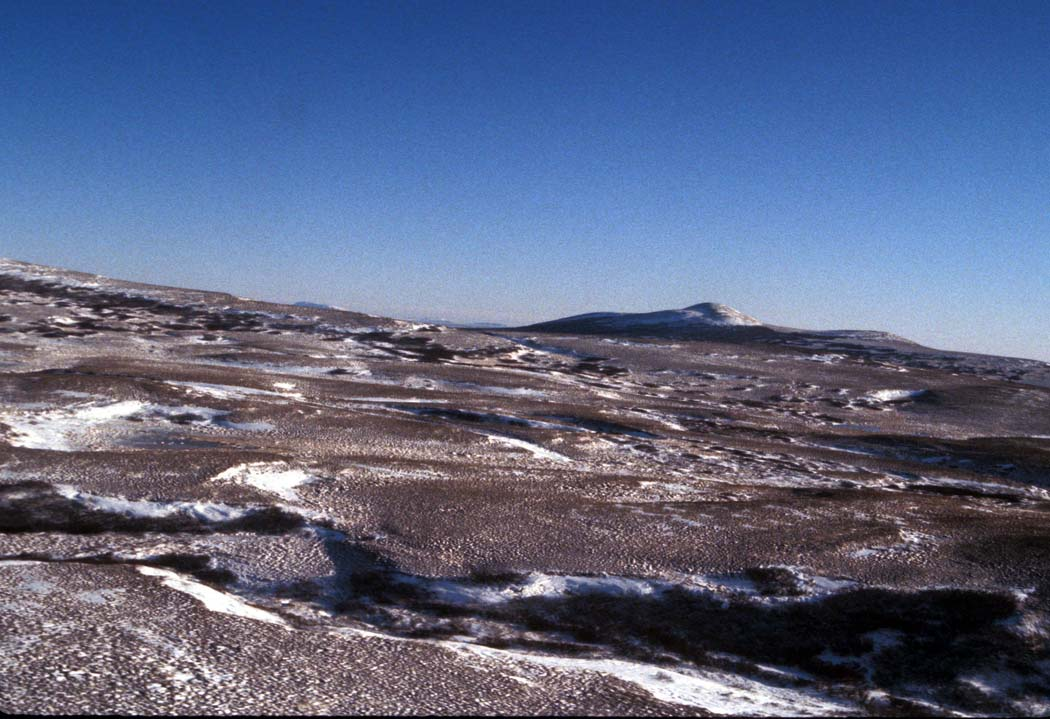

哈格邁斯特島是美國的島嶼，位於布里斯托爾灣北部，由阿拉斯加州負責管轄，長26公里，面積300平方公里，最高點海拔高度184米，島上無人居住。
58°39′46″N 160°56′4″W / 58.66278°N 160.93444°W